# Chrysozephyrus kirishimaensis
Chrysozephyrus kirishimaensis är en fjärilsart som beskrevs av Shûji Okajima 1922. Chrysozephyrus kirishimaensis ingår i släktet Chrysozephyrus och familjen juvelvingar. Inga underarter finns listade i Catalogue of Life.